# Enzo Staiola
Enzo Staiola (Roma, 15 de noviembre de 1939-Roma, 4 de junio de 2025) fue un actor italiano conocido por haber interpretado el personaje de Bruno Ricci, hijo del protagonista Antonio Ricci en la película de Vittorio De Sica, Ladri di biciclette. Apareció en otras películas (incluida la producida en Estados Unidos The Barefoot Contessa (1954) protagonizada por Humphrey Bogart y Ava Gardner).

## Trayectoria
Su trabajo más reconocido en su trayectoria artística es en la película Ladri di biciclette, considerada como una de las mejores películas para varios directores y críticos cinematográficos.
Más tarde, trabajó como actor infantil en numerosas producciones de cine, tanto en Italia como en el extranjero hasta 1954, con algunos de los directores y actores más famosos de la época. Como actor adulto, Staiola volvió a actuar en dos ocasiones, en papeles secundarios, en 1961 y 1977. 
Desde principios de los años sesenta, trabajó en la oficina del Catasto di Roma por mucho tiempo antes de dedicarse, posterior a su ultima película, a la enseñanza de las matemáticas.